# Somoni tadjik
Somoni (în tadjică: Сомонӣ, având codul ISO 4217: TJS) este moneda statului Tadjikistan, denumită după Ismoil Somoni / Ismail Samani, fondator istoric al statului tadjik.
1 somoni se divide în 100 de diram. Somoni a înlocuit la 30 octombrie 2000, rubla tadjică (în limba tadjică: Тоҷикӣ рубл), la o rată de schimb de 1 somoni = 1.000 de ruble tadjice. Noile bancnote și monede metalice au fost puse în circulație în 2001. 
Monedele metalice au următoarele valori nominale:
- 5, 10, 20, 25, 50 diram
- 1, 3, 5 somoni

Bancnotele sunt tipărite pe hârtie de bumbac 100%, în următoarele cupiuri:
- 1, 5, 20 și 50 diram;
- 1, 3, 5, 10, 50, 100, 200 și 500 somoni.

## Monede metalice
| Valoarea nominală | Imagine  | Motiv                                                                                           | Material             | Greutatea | Diametrul | Grosimea | Tăietura                 |
| ----------------- | -------- | ----------------------------------------------------------------------------------------------- | -------------------- | --------- | --------- | -------- | ------------------------ |
| 5 Diram           | 5 Diram  | Coroană și șapte stele; circular: Ҷумҳурии Тоҷикистон, milesimul                                | Oțel placat cu alamă | 2,0 g     | 16,5 mm   | 1,35 mm  | netedă                   |
| 10 Diram          | 10 Diram | Coroană și șapte stele, circular: Ҷумҳурии Тоҷикистон, milesimul                                | Oțel placat cu alamă | 2,4 g     | 17,5 mm   | 1,4 mm   | netedă                   |
| 20 Diram          | 20 Diram | Coroană și șapte stele, circular: Ҷумҳурии Тоҷикистон, milesimul                                | Oțel placat cu alamă | 2,7 g     | 18,5 mm   | 1,4 mm   | netedă                   |
| 25 Diram          | 25 Diram | Coroană și șapte stele, circular: Ҷумҳурии Тоҷикистон, milesimul                                | Alamă                | 2,76 g    | 19 mm     | 1,4 mm   | netedă                   |
| 50 Diram          | 50 Diram | Coroană și șapte stele, circular: Ҷумҳурии Тоҷикистон, milesimul                                | Alamă                | 3,6 g     | 21 mm     | 1,45 mm  | netedă                   |
| 1 Somoni          | 1 Somoni | În centru: efigia lui Ismoil Somoni, spre dreapta; circular: Ҷумҳурии Тоҷикистон                | Cupronichel          | 5,2 g     | 24 mm     | 1,6 mm   | zimțat întrerupt         |
| 3 Somoni          | 3 Somoni | În centru: Stema Tadjikistanului, circular: Ҷумҳурии Тоҷикистон                                 | Cupronichel          | 6,3 g     | 25,5 mm   | 1,8 mm   | inscripție               |
| 5 Somoni          | 5 Somoni | În centru: efigia lui Abuabdullo Rudaki, spre dreapta; circular: Ҷумҳурии Тоҷикистон, milesimul | Cupronichel          | 7,0 g     | 26,5 mm   | 1,85 mm  | zimțat întrerupt și stea |

## Bancnote
| Bancnote din Tadjikistan | Bancnote din Tadjikistan |
| ------------------------ | ------------------------ |
|                          |                          |
| 1 somoni                 |                          |
|                          |                          |
| 5 somoni                 |                          |
|                          |                          |
| 10 somoni                |                          |
|                          |                          |
| 20 somoni                |                          |
|                          |                          |
| 50 somoni                |                          |
|                          |                          |
| 100 somoni               |                          |